# Archidiecezja Rennes
Archidiecezja Rennes (pełna nazwa: archidiecezja Rennes, Dol, e Saint-Malo) – archidiecezja Kościoła rzymskokatolickiego w północno-zachodniej Francji. Ordynariusz diecezji jest jednocześnie metropolitą Rennes. Diecezja Rennes powstała w III wieku. W 1801 zostały do niej włączone dawne stolice biskupie Dol oraz Saint-Malo. W 1859 została podniesiona do rangi archidiecezji, a w 1880 uzyskała obecną nazwę.